# Алхимик (роман)
«Алхи́мик» (порт. O Alquimista) — роман авторства Пауло Коэльо, изданный в 1988 году и ставший мировым бестселлером. Издан более чем в 117 странах мира, переведён на 81 язык, в том числе на High Valyrian. Роман внесён в Книгу рекордов Гиннесса как самая продаваемая книга в истории Бразилии и самая переводимая в мире (на 2008 год).
Основной сюжет взят из европейского фольклора: по классификации фольклорных сюжетов Аарне-Томпсона-Утера — сюжет 1645 «Сокровище дома». Типичный представитель — английская сказка «The Pedlar of Swaffham» («Сон коробейника»), а также один из эпизодов «Тысячи и одной ночи». Было выпущено более 145 тыс. книг.

## Сюжет
Автор начал свои исследования в области алхимии в середине семидесятых. Но не увидев результатов своего усердия и рвения, в 1973 году прекратил изыскания. В 1981 году автор встретил учителя, который делил алхимиков на три типа: одни любят неопределённость, поскольку не знают своего предмета; другие знают его и понимают, что «язык алхимии направлен к сердцу, а не к рассудку»; третьи не знают об алхимии, «но сумели всей жизнью своей открыть Философский Камень». Об алхимике второго типа и пойдёт рассказ.
Главным героем книги является пастух Сантьяго из Андалусии. Однажды он видит сон, который зовет его повидать египетские пирамиды и отыскать спрятанное в них сокровище.
Некая цыганка соглашается разгадать его сон в обмен на одну десятую часть найденных им в будущем сокровищ. Он встречает старика Мельхиседека — царя Салима, который убеждает его отправиться в Египет и дает два камня, Урим и Туммим, которые должны помочь Сантьяго преодолеть испытания, взамен одной десятой его скота.
Герой продает своих овец, плывёт в Африку, теряет все свои деньги. Работает помощником торговца хрусталем и на заработанные деньги все-таки отправляется к пирамидам. В поездке он встречает англичанина, который открывает ему знания в Алхимии, а после находит Алхимика в оазисе Эль-Файюм.
Алхимик учит его познавать «Душу Мира», рассказывает об Алхимии и помогает идти по пути Своей Судьбы. Он встречает в оазисе Фатиму и они влюбляются друг в друга. Он предлагает ей жениться и хочет там остаться с ней, на что Фатима соглашается, но хочет, чтобы он сначала дошел  до свой цели, мечты. Истинная любовь не мешает личному пути и личной мечте. Далее он с алхимиком доходят до Египта и пирамид. Когда он начинает копать землю около пирамид в поисках сокровищ, то на них нападают воры и хотят узнать, зачем он роет землю. После ответа о сокровищах во сне главный из группы говорит, что когда-то ему тоже приснился сон о сокровищах под деревом в разрушенной церкви в Испании. Сантьяго понимает, что сокровища все это время находились в Испании. Затем история перескакивает вперёд во времени, и Сантьяго начинает копать яму у основания дерева, где он видел свой первый сон. Он находит сундук, полный золота – достаточно, чтобы он и Фатима жили счастливо долгое время.

## Критика
Российский писатель Баян Ширянов (Кирилл Воробьёв) высказал мысль, что популярность книг вроде «Алхимика» можно объяснить исключительно конъюнктурой. По мнению Ширянова, «Алхимик» — «это растянутая на двести страниц маленькая ветхозаветная притча, в оригинале состоящая из двух абзацев».

## Экранизация
Права на экранизацию «Алхимика» принадлежат компании Warner Bros. При этом сам писатель неоднократно выступал против съёмок фильмов по своим произведениям. 